# Smilax pilosa
Smilax pilosa är en enhjärtbladig växtart som beskrevs av Andreata och Lúcio de Souza Leoni. Smilax pilosa ingår i släktet Smilax och familjen Smilacaceae. Inga underarter finns listade.